# Hörden am Harz
Hörden am Harz er en by og kommune i det centrale Tyskland, beliggende under Landkreis Göttingen, i den sydlige del af delstaten Niedersachsen. Kommunen ligger i samtgemeinden (kommunefællesskabet) Samtgemeinde Hattorf am Harz, og har godt 1.000 indbyggere (2013). Landskabsmæssigt er både by og kommune beliggende i den sydvestlige ende af Harzen.

## Geografi
Man finder Hörden am Harz sydvest for Oberharz og Naturpark Harz ved floden Sieber, der er et tilløb til Oder. Den ligger lige nord for Elbingerode i nærheden af Bundesstraße 243, der går mellem Hildesheim og Nordhausen, og Bundesstraße 27, der går fra Göttingen til Blankenburg.